# Пиняо
 Тази статия е за историческия квартал.  За китайския окръг вижте Пиняо (окръг).  
Пиняо (на китайски: 平遥; на пинин: Píngyáo) е историческият квартал на град Гутао в провинция Шанси, северен Китай.
Възникнал не по-късно от IX век пр. Хр., Пиняо е основен финансов център на Китай при династиите Мин и Цин, особено през XIX и началото на XX век, и е най-добре запазеният до наши дни образец на китайски окръжен град от тази епоха.
През 1997 година Пиняо, заедно с разположените в близост храмове Джънгуо и Шуанлин, е включен в Списъка на световното наследство на ЮНЕСКО.